# Aguegues
Aguegues ist eine Stadt und eine 52 km² große Kommune in Benin. Sie liegt im Département Ouémé. 

## Demografie und Verwaltung
Das Kommune hatte bei der Volkszählung im Mai 2013 eine Bevölkerung von 44.562 Einwohnern, davon 22.198 männlich und 22.364 weiblich.
Die drei Arrondissements der Kommune sind Avagbodji, Houédomè und Zoungamè. Kumuliert umfassen sie 23 Dörfer.